# Tissaphernes
Tissaphernes [tɪsaˈfɛrnɛs] (altpersisch: Čiθrafarnah oder Čiçafarnah; † nach 395 v. Chr.) war im Ionisch-Dekeleischen Teilkrieg (413–404 v. Chr.) des Peloponnesischen Krieges (431–404 v. Chr.) der Statthalter (Satrap) und Militärbefehlshaber des Perserreiches im lydischen Sardes. 412 v. Chr. unterlag er einem athenischen Expeditionskorps in der Schlacht von Milet, verwandelte die Niederlage jedoch in einen strategischen Erfolg, da er ein Bündnis mit Sparta schloss, das ihm die Rückgewinnung der griechischen Küstenstädte in Ionien versprach. In die gleiche Periode fällt seine Freundschaft mit dem athenischen Überläufer Alkibiades, der ihm riet, Spartaner und Athener lieber gegeneinander auszuspielen, um den Krieg in die Länge zu ziehen und beide Seiten zum Vorteil Persiens zu schwächen. Um den Spartanern keinen allzu großen Vorteil zu verschaffen, schickte Tissaphernes 411 v. Chr. eine persisch-phönikische Hilfsflotte zurück nach Phönikien. Offenbar aufgrund der Reaktion des Perserkönigs und der Spartaner ließ er wenig später seinen Ratgeber Alkibiades festnehmen, der jedoch entweichen konnte und wieder auf die athenische Seite übertrat.
409 v. Chr. kämpfte Tissaphernes erneut gegen eine athenische Armee unter Thrasyllos und siegte in der Schlacht von Ephesos. Bald danach wurde er durch Kyros den Jüngeren, einen Sohn des persischen Großkönigs Dareios II. (423–404 v. Chr.), ersetzt. Als Kyros nach dem Ende des Peloponnesischen Kriegs gegen seinen Bruder, den Großkönig Artaxerxes II. (404–359 v. Chr.), rebellierte („Zug der Zehntausend“), stand Tissaphernes auf der Seite von Artaxerxes und bekämpfte Kyros, der schließlich in der Schlacht bei Kunaxa (401 v. Chr.) sein Leben verlor. Tissaphernes wurde für seine Dienste von Artaxerxes reichlich beschenkt. Er heiratete sogar eine Tochter des Großkönigs und wurde wieder persischer Oberbefehlshaber (karanos) in Kleinasien, nachdem er den Posten zuvor an Kyros verloren hatte.
Im Rahmen des spartanisch-persischen Krieges (400–394 v. Chr.) wurde Tissaphernes von einem spartanischen Heer unter König Agesilaos II. besiegt (395 v. Chr.) und in der Folge der Niederlage von Artaxerxes II. hingerichtet. Als sein Nachfolger in der Satrapie Lydien wurde Tiribazos ernannt.
In den griechischen Quellen wird Tissaphernes negativ geschildert, was aber primär auf die feindliche Grundhaltung der Autoren gegenüber Persien zurückzuführen ist. Tissaphernes erwies sich offenbar als ein fähiger persischer Statthalter, der die griechischen Machtkämpfe auszunutzen verstand.